# الاستخراج المتزامن للمعادن والكبريتيد المتطاير بالحمض
الاستخراج المتزامن للمعادن والكبريتيد المتطاير بالحمض (SEM-AVS) هو نهج يستخدم في مجال علم السموم المائية لتقييم احتمالية إحداث شوارد المعادن الموجودة في الرواسب تأثيرات سامة في الكائنات الحية التي تعيش في الرواسب. بهذه الطريقة يتم قياس كميات العديد من المعادن الثقيلة في عينة الرواسب في المختبر ويتم في نفس الوقت تحديد كمية الكبريتيد المتطاير (الكبريتيد الذي يمكن تحريره من الرواسب بالمعالجة بحمض الهيدروكلوريك). بناءً على التفاعلات الكيميائية بين المعادن الثقيلة (SEM) وكبريتيد الحمض المتطاير (AVS), يمكن بذلك استخدام تراكيز هذين المكونين لتقييم احتمالية حدوث السمية للكائنات التي تعيش ضمن الرواسب.

## خلفية

### المعادن
عدد من المعادن الثقيلة، مثل الكادميوم والرصاص، سامة لمختلف أشكال الحياة، خاصة عند إذابتها في الماء كشوارد معدنية. غالباً ما توجد المعادن الثقيلة السامة في المياه السطحية نتيجة للعمليات الطبيعية، مثل التعرض للعوامل الجوية للصخور المحتوية على معادن، أو بسبب النشاط البشري، مثل التعدين والصهر. فقط الأشكال الشاردية لمعظم المعادن قابلة للذوبان في الماء. تحتوي هذه الأشكال الشاردية على درجة عالية من التقارب الكيميائي لأسطح معظم جزيئات الرواسب، مما يعني أنها ترتبط بإحكام بسطحها. نتيجة لذلك، عندما تتلامس شوارد المعادن الثقيلة الحاملة للماء مع الرواسب، تميل الشوارد إلى التراكم في الرواسب بتركيزات مرتفعة. هذا مثال على توازن التقسيم. إذا كانت الشوارد المعدنية موجودة بكميات كبيرة بما يكفي، فقد يكون لها تأثيرات سامة على الكائنات الحية التي تتعرض لها عن طريق الابتلاع أو الامتصاص.

### كبريتيد
يوجد أيون الكبريتيد (−S2) في بعض الرواسب ناقصة الأكسجين نتيجة النشاط البكتيري. في البيئات التي تحتوي على القليل من غاز الأكسجين (O2) وكميات كبيرة من أيون الكبريتات (−SO42), تستخدم الكبريتات منقبل البكتيريا التي تقلل الكبريتات في عملية التمثيل الغذائي كمستقبل للإلكترون. تخلق هذه العملية الكبريتيد كمنتج وفقاً للمعادلة 1.

| {\displaystyle SO_{4}^{2-}(aq)+CH_{3}COOH(aq)\rightarrow S^{2-}(aq)+2HCO_{3}^{-}(aq)+2H^{+}(aq)} | \| \| \| \| \| \| \| \| | (1) |
|                                                                                                  |                         |     |
|                                                                                                  |                         |     |
إن أيون الكبريتيد الناتج عن هذه العملية حساس للأكسدة البيولوجية أو الكيميائية في وجود الأكسجين، لذلك فهو يظل موجوداً فقط في الرواسب التي تكون ناقصة الأوكسجين بشكل مستمر. 

### تفاعلات كبريتيد المعادن
عندما يذوب في الماء، يكون للكبريتيد قابلية عالية للعديد من شوارد المعادن الثقيلة. أي أن ثوابت منتج قابلية الذوبان (Ksp) لكبريتيدات هذه المعادن صغيرة جداً، مما يعني أنها سوف تترسب كمواد صلبة عندما يتلامس أيون معدن ثقيل مع أيون كبريتيد، كما في المعادلة 2, حيث +M2 هو معدن عام في حالة الأكسدة +2.

| {\displaystyle M^{2+}(aq)+S^{2-}(aq)\rightarrow MS(s)} | \| \| \| \| \| \| \| \| | (2) |
|                                                        |                         |     |
|                                                        |                         |     |
في الرواسب قليلة الأكسجين غير الملوثة بالمعادن الثقيلة، يكون المعدن المرتبط بها (M في المعادلة 2) عادةً من الحديد (Fe) أو المنغنيز (Mn). الحديد (II) وفير في الرواسب غير المؤكسدة، و Ksp لكبريتيد الحديد (II) هو 10−22.39 (مع قيمة مماثلة لكبريتيد المنغنيز (II)), وبالتالي فإن كل الكبريتيد الموجود في الرواسب غير الملوثة سيكون مرتبطاً بشكل فعال بالحديد أو المنغنيز.

و مع ذلك، تحتوي العديد من المعادن الثقيلة السامة على قيم Ksp أقل بكثير من تلك الموجودة في كبريتيد الحديد والمنغنيز - على سبيل المثال، يحتوي كبريتيد الكادميوم (II) (CdS) على Ksp يساوي 10−32.85.  هذا يعني أن الكادميوم يربط الكبريتيد بدرجة تقارب أعلى بكثير من الحديد. عندما يتلامس الماء الملوث بشوارد الكادميوم مع الرواسب المحتوية على FeS, يزيح الكادميوم الحديد وفقاً للمعادلة 3 ويصبح مرتبطاً بإحكام بأيون الكبريتيد.

| {\displaystyle Cd^{2+}(aq)+FeS(s)\rightarrow CdS(s)+Fe^{2+}(aq)} | \| \| \| \| \| \| \| \| | (3) |
|                                                                  |                         |     |
|                                                                  |                         |     |
نظراً للاختلاف الكبير في قيم Ksp لكبريتيد الفلزين، يستمر هذا التفاعل بشكل فعال حتى الاكتمال، مما يعني أنه حتى يتم استخدام كل الكبريتيد الموجود في الرواسب، سيكون كل الكادميوم الموجود في تلك الرواسب موجوداً في شكل CdS الصلب.  يتصرف عدد من المعادن الثقيلة السامة الأخرى بشكل مشابه، بما في ذلك الرصاص والنحاس والزنك والزئبق والنيكل.
| المعدن    | log K MS | log K MS / K FeS |
| --------- | -------- | ---------------- |
| النيكل    | -27.98   | -5.59            |
| الزنك     | -28.39   | -6.00            |
| الكادميوم | -32.85   | -10.46           |
| الرصاص    | -33.42   | -11.03           |
| النحاس    | -40.94   | -18.55           |
| الزئبق    | -57.25   | -34.86           |

### التوافر البيولوجي
من أجل أن تسبب المواد السامة مثل المعادن الثقيلة تأثيرات على الكائنات الحية، يجب أن تكون متوفرة بيولوجياً. بالنسبة للكائنات الحية الموجودة في الرواسب الملوثة، تكون الملوثات أكثر توافراً حيوياً عند إذابتها في ماء المسام، بدلاً من ترسيبها كصلبة أو ممتصة في جزيئات الرواسب. وبالتالي تعتبر المعادن في صورة كبريتيد الفلز الصلب غير متوفرة بيولوجياً، ومن غير المحتمل أن تسبب سمية في الكائنات التي تعيش في الرواسب.
و بالتالي فإن الرواسب التي تحتوي على نفس كمية المعادن فيها قد يكون لها تأثيرات سامة مختلفة إلى حد كبير، اعتماداً على كمية الكبريتيد المتاحة للارتباط بها وجعلها غير متاحة بيولوجياً.  لهذا السبب تم تطوير نهج SEM-AVS لمراعاة الاختلافات في طرق الكبريتيد وصقلها للتنبؤ بسمية المعادن الثقيلة في الرواسب.

## أساليب

### جمع العينات
بسبب أن الكبريتيد يتحلل بسرعة في وجود الأكسجين يجب الاحتفاظ بعينات الرواسب لتحليل SEM/AVS في ظروف شديدة نقص الأكسجين منذ لحظة أخذ العينات. بالإضافة إلى ذلك يجب الاحتفاظ بالعينات في درجة 4 مئوية لمنع الاستقلاب الغذائي البكتيري من تغيير تكوين الرواسب. توصي وكالة حماية البيئة بولاية أوهايو بتخزين العينات لمدة لا تزيد عن 14 يوماً قبل تحليلها. 

### إستِخلاص
يتم أولاً تنقية عينات الرواسب المراد تحليلها بغاز الأرجون أو النيتروجين للتأكد من أنها خالية من الأكسجين. حيث توضع العينة في دورق متصل بجهاز لحبس غاز كبريتيد الهيدروجين (H2S). يضاف الماء الخالي من الأكسجين وحمض الهيدروكلوريك (HCl), ويتم تقليب الرواسب لمدة ساعة بينما تخرج فقاعات غاز الأرجون أو النيتروجين.

### تحديد الكبريتيد
عندما يتم خلط حمض الهيدروكلوريك مع كبريتيدات المعدن في الرواسب، يحدث تفاعل يولد H2S ويحرر أيون الفلز إلى شكل مائي، كما هو موضح في المعادلة 4. يتراكم الغاز الناتج عن هذه العملية في المصيدة المتصلة بالقارورة. بوزن المصيدة قبل وبعد عملية الاستخراج، يمكن حساب كمية H2S الناتجة عن التفاعل.

| {\displaystyle MS(s)+2HCl(aq)\rightarrow H_{2}S(g)+M^{2+}(aq)+2Cl^{-}(aq)} | \| \| \| \| \| \| \| \| | (4) |
|                                                                            |                         |     |
|                                                                            |                         |     |
يجب ملاحظة بعض الأشياء المهمة حول هذا التفاعل:
- لن يخضع كل الكبريتيد الموجود في عينة الرواسب لهذا التفاعل عند تعرضه لـ HCl. قد يكون البعض مترسباً في أعماق حبيبات الرواسب ويكون غير متاح للتفاعل. وبالتالي فإن الطريقة هي قياس «الكبريتيد المتطاير», وليس الكبريتيد الكلي.
- نسبة القياس المتكافئ لـ MS إلى H2S هي 1:1, مما يعني أنه لكل أيون كبريتيد موجود كمركب كبريتيد فلزي، يتم إنشاء جزيء واحد من H2S. وهكذا فإن الكمية من H2S المقاسة بوزن المصيدة تساوي كمية AVS الموجودة أصلاً في الرواسب.
- يتحول المعدن (M) من الصورة الصلبة إلى الصورة المذابة. في الرواسب غير الملوثة سيكون M في الغالب مزيجاً من Fe و Mn. في الرواسب الملوثة سيتم أيضاً تحرير المعادن الثقيلة السامة مثل الكادميوم والرصاص وما إلى ذلك عن طريق التفاعل.

بمجرد تحديد الكمية (بالمولات) من AVS بهذه الطريقة، يتم تقسيمها على الكتلة الجافة للرواسب للحصول على تركيز AVS.  بالإضافة إلى طريقة قياس الجاذبية الموصوفة هنا، يمكن استخدام طرق أخرى، مثل قياس الألوان.

### تحديد المعادن
كما هو مذكور أعلاه، فإن معالجة الرواسب المحتوية على معادن باستخدام حمض الهيدروكلوريك يحرر شوارد المعادن في المحلول الحمضي الذي كان مرتبطاً سابقاً بـ AVS. بعد العلاج، تتواجد هذه في المحلول، إلى جانب أي معادن لم يتم ربطها في البداية بـ AVS (بسبب عدم كفاية AVS في الرواسب من أجل «مسح» جميع شوارد المعادن). يمكن قياس تركيزات المعادن في المحلول الحمضي من خلال عدد من طرق الكيمياء التحليلية، بما في ذلك قياس طيف الانبعاث الذري، أو مطياف الامتصاص الذري (AAS), أو قياس الطيف الكتلي.  تُعرف هذه باسم «المعادن المستخرجة في وقت واحد» لأنها المعادن المحررة من الرواسب أثناء حدوث تطاير الكبريتيد. لا تُستخرج المعادن المستخرجة من الرواسب عن طريق الهضم أو بحمض مختلف عن حمض الهيدروكلوريك في نفس الوقت. من خلال التصحيح المناسب للتخفيف، يمكن تحديد تركيز SEM في الرواسب.
في الإصدارات الأولية من نهج SEM-AVS, تم قياس ستة معادن: النيكل والزنك والكادميوم والنحاس والرصاص والزئبق.  تتطلب الأساليب الأكثر حداثة قياس الفضة بالإضافة إلى هذه المعادن. 

## السمية

### نظرية
عند تطبيق نهج SEM-AVS, يتم تحديد تركيزين: التركيزات الإجمالية لجميع المعادن الثقيلة السامة ذات الأهمية، ممثلة بـ [SEM], وتركيز الكبريتيد المتطاير الحمضي، والممثل بـ [AVS]. من هذه التراكيز، يمكن الحصول على نسبة [SEM]/[AVS], وتلخيص النتائج في قيمة واحدة.
بناءً على قيم Ksp المنخفضة للغاية لكبريتيدات المعادن الثقيلة، إذا كانت [SEM]/[AVS] أقل من 1 ([SEM<[AVS]), فيجب أن تكون جميع المعادن القابلة للاستخراج في الرواسب في شكل كبريتيد صلب وغير متوفر بيولوجيا. فوق هذه القيمة، يتم «استنفاد» تجمع الكبريتيد ومن المرجح أن تتواجد المعادن الثقيلة في المياه المسامية للرواسب، وهي شكلها الحيوي المتاح.  من الناحية النظرية، تمثل قيمة [SEM]/[AVS] البالغة 1 حداً بين نطاق «عدم التأثيرات» ونطاق «التأثيرات المحتملة».

### دراسات الرواسب المسننة
استخدمت دراسة أجريت عام 1996م حول القدرة التنبؤية لنهج [SEM]/[AVS] اختبار السمية المخبري للرواسب المسننة. تمت إضافة معادن ثقيلة سامة، بمفردها أو مجتمعة، لتنظيف الرواسب بتركيزات متفاوتة من AVS. ثم تم تعريض الكائنات القاعية للرواسب، وتم قياس معدل موتها ومقارنته بالضوابط الخالية من المعادن. أجريت اثنتان وتسعون تجربة مختلفة، باستخدام العديد من أنواع الاختبار المعرضة للكادميوم والنحاس والنيكل والرصاص والزنك.
في الرواسب حيث كانت [SEM]/[AVS] أقل من أو تساوي 1, أظهرت 1.1٪ فقط من التجارب سمية أكبر مما كانت عليه في العينات. عندما كانت النسبة أكبر من 1 أظهرت 73.5٪ من التجارب سمية أكبر من المجموعة الضابطة. تم حفظ هذه النتائج لكل من المياه العذبة والمالحة، ولأنواع المعادن المختلفة وأنواع الاختبار، وعبر مجموعة من تركيزات SEM و AVS. وجدت دراسة قامت بنشر الرواسب المسننة في البركة عتبة مماثلة عند [SEM]/[AVS] = 1 للتأثيرات على الحيوانات القاعية المحلية. وجدت دراسات سبايك التي قامت بقياس تركيزات المعادن الثقيلة في مسام المياه - أي قبل الاستخلاص باستخدام حمض الهيدروكلوريك - أنه عندما كان [AVS] أكبر من [SEM], كانت تراكيز المعادن الثقيلة في ماء المسام غير قابلة للكشف أو تقريباً غير مكتشفة. تدعم هذه النتائج بقوة الإطار النظري الأساسي للنهج المتبع في SEM-AVS.

### دراسات ميدانية
كانت نتائج تطبيق نهج SEM-AVS على المواقع الملوثة في المجال مختلطة. وجدت إحدى الدراسات أن [SEM]/[AVS] كان مؤشراً جيداً للتأثيرات السامة في التعرضات المخبرية للمواقع الملوثة ميدانياً. ومع ذلك أشارت إعادة التحليل من قبل محققين آخرين إلى أن [SEM]/[AVS] لم يكن مؤشراً أكثر حساسية للتأثيرات السامة ولا أكثر كفاءة من مجرد قياس تركيز المعادن لكل وزن جاف للرواسب. بالإضافة إلى ذلك في الأنهار الفلمنكية الملوثة بالمعادن، كان لتركيز AVS تأثير ضئيل أو معدوم على تراكم المعادن في الكائنات القاعية (على الرغم من عدم إجراء قياسات للسمية).

## تقييم جودة الرواسب
أدت إمكانية إجراء SEM-AVS كأداة فحص في تقييم سمية الرواسب بسبب المعادن إلى استخدامها من قبل العديد من الهيئات التنظيمية في إنشاء تقييمات تنظيمية لتحديد جودة الرواسب.

### الاتحاد الأوروبي
بموجب التوجيه الإطاري للمياه، الذي تم تنفيذه من قبل الاتحاد الأوروبي في عام 2003م، تتضمن معايير الجودة البيئية (EQS) للرواسب الملوثة بالمعادن قياسات [SEM]/[AVS].

### أستراليا
في تقييمات جودة الرواسب في أستراليا، يتم استخدام SEM-AVS في تقييم المستوى الثاني. أي عندما يشير الفحص الأولي إلى تركيزات معادن تزيد عن الإرشادات، يتم حساب [SEM]/[AVS] لتحديد ما إذا كان يوجد كبريتيد كافٍ لتخفيف التوافر الحيوي للمعادن.

### الولايات المتحدة
في دليل إرشادي صدر عام 2002م لتقييم رواسب المياه العذبة الملوثة، أدرجت وكالة حماية البيئة الأمريكية (EPA) [SEM]-[AVS] (متغير من النهج الذي يتم فيه تطبيع البيانات عن طريق الطرح بدلاً من التقسيم) على أنها «أولوية معتدلة» مقياس صحة النظام الإيكولوجي. منذ عام 2005م، تم اشتقاق معايير EPA لتقسيم الرواسب (ESBs) للمخاليط المعدنية من مجموعة من معايير جودة المياه (WQC) ومتغير من [SEM]/[AVS] المصحح لمحتوى الكربون العضوي للرواسب. في إجراء المسح الوطني لجودة الرواسب، استخدمت وكالة حماية البيئة [SEM]-[AVS] في مخطط التصنيف الخاص بها؛ رواسب ذات تركيز [SEM]-[AVS] أكبر من 5 ميكروغرام/غرام وزن جاف تم تصنيفها على أنها «المستوى 1: من المحتمل حدوث آثار ضارة مرتبطة بالحياة المائية أو صحة الإنسان.» تم تصنيف القيم التي تتراوح بين 0 و 5 ميكروغرام/غرام من الوزن الجاف على أنها «المستوى 2: من الممكن حدوث آثار ضارة مرتبطة بالحياة المائية أو صحة الإنسان.»  تستخدم وكالة حماية البيئة في أوهايو [SEM]/[AVS] في إرشادات جودة الرواسب للمياه في تلك الولاية. 